# Józef Szewczyk (generał)

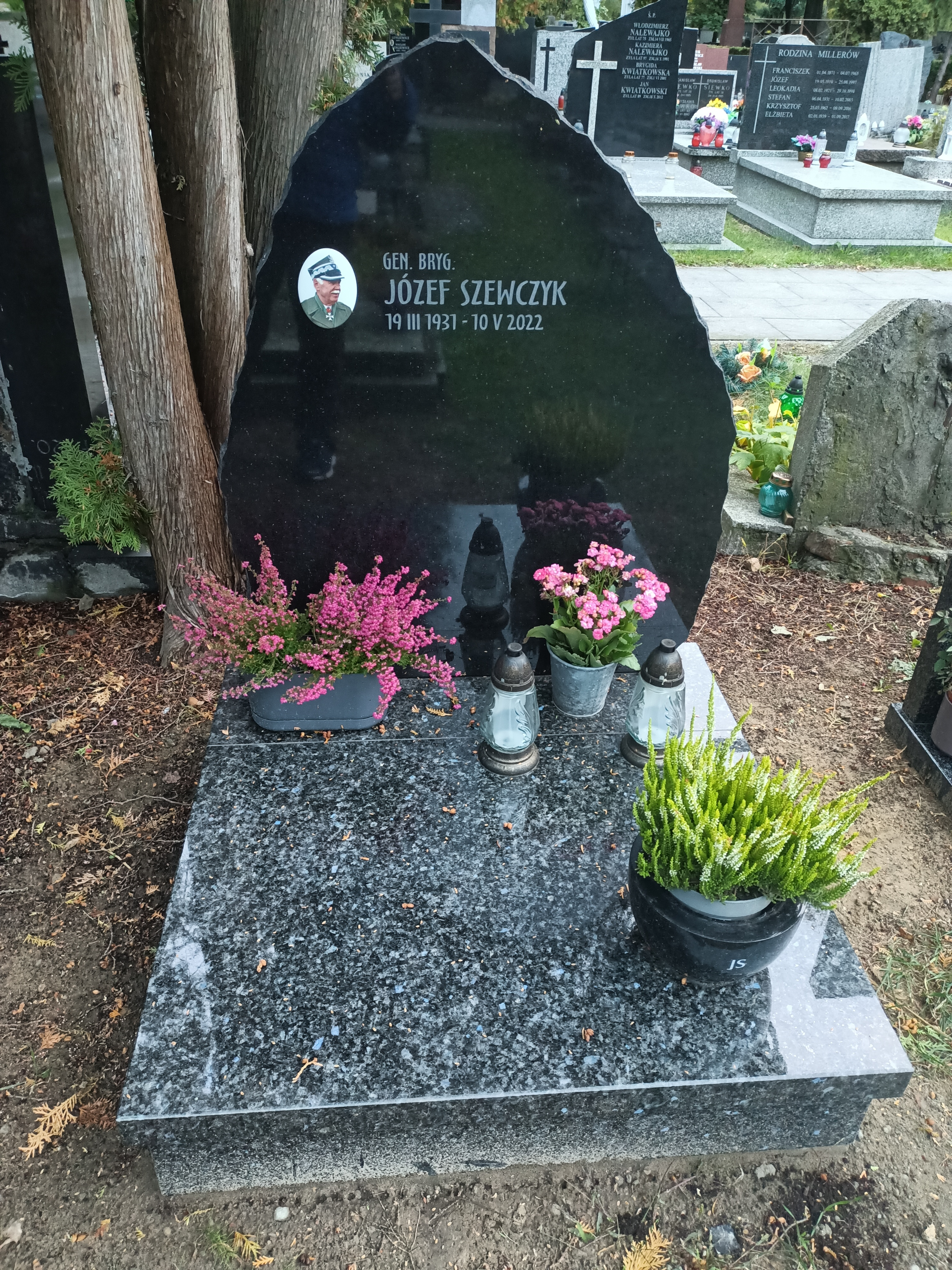
Grób Józefa Szewczyka na cmentarzu Wojskowym na Powązkach

Józef Szewczyk (ur. 19 marca 1931 w Nowym Targu, zm. 10 maja 2022 w Warszawie) – generał brygady Wojska Polskiego, Naczelny Prokurator Wojskowy (1975-1984) i równocześnie zastępca Prokuratora Generalnego PRL (1975-1987)

## Życiorys
Do 1936 mieszkał z rodziną w Zakopanem, potem w Rabce. Podczas II wojny światowej w wieku 13 lat schywatyny podczas łapanki i wywieziony na roboty przymusowe do Niemiec. Po wojnie uczył się w szkole średniej, w której założył koło Organizacji Młodzieżowej Towarzystwa Uniwersytetu Robotniczego. Był członkiem PPS, a od grudnia 1948 PZPR. W 1949 wstąpił ochotniczo do ludowego Wojska Polskiego i rozpoczął naukę w Oficerskiej Szkoły Politycznej w Łodzi. Po ukończeniu szkoły 12 października 1950 został promowany na stopień podporucznika w korpusie oficerów politycznych. Po promocji został wyznaczony na stanowisko zastępcy dowódcy kompanii ds. politycznych w samodzielnym batalionie saperów Marynarki Wojennej w Helu. 
W latach 1951–1953 był instruktorem młodzieżowym, a potem sekretarzem organizacji partyjnej PZPR  w Dywizjonie Ścigaczy i Kutrów Torpedowych w Gdyni-Oksywiu, od 1952 w stopniu porucznika marynarki. Od 1953 studiował na Fakultecie Prawniczym Akademii Wojskowo-Politycznej im. F. Dzierżyńskiego w Warszawie. Od 1955 kapitan marynarki. Po ukończeniu studiów pełnił służbę w wojskowych organach ścigania, początkowo jako podprokurator w Prokuraturze Marynarki Wojennej w Gdyni. W 1958 ukończył studia magisterskie na Wydziale Prawa Uniwersytetu Warszawskiego.  W Marynarce Wojennej służył do 1967, ostatnio na stanowisku wiceprokuratora Marynarki Wojennej. Od 1967 szef Wojskowej Prokuratury Garnizonowej w Olsztynie. Od marca 1972 był szefem Oddziału Prokuratorskiej Kontroli Przestrzegania Prawa w Naczelnej Prokuraturze Wojskowej w Warszawie, a w 1974 przez kilka miesięcy pełnił obowiązki szefa Prokuratury Śląskiego Okręgu Wojskowego we Wrocławiu. Ukończył także studia podyplomowe w Akademii Sztabu Generalnego WP. 
Od kwietnia 1975 do kwietnia 1984 był Naczelnym Prokuratorem Wojskowym i równocześnie (1975-1987) zastępcą Prokuratora Generalnego PRL. W 1977 ukończył studia podyplomowe w Moskwie. 5 października 1978 Rada Państwa PRL awansowała go na stopień generała brygady. Nominację wręczył mu w Belwederze 11 października 1978 przewodniczący Rady Państwa prof. Henryk Jabłoński. W maju 1984 urlopowany ze służby wojskowej na czas dalszego pełnienia funkcji  zastępcy Prokuratora Generalnego PRL (do listopada 1987). W tym okresie kierował pionem cywilistycznym i kontrolno-profilaktycznym prokuratury powszechnej. Występował wówczas przed Sądem Najwyższym i Naczelnym Sądem Administracyjnym. W maju 1988 wyznaczony został na stanowisko głównego specjalisty w Kierownictwie Sztabu Generalnego WP.  W grudniu 1991 pożegnany przez szefa Sztabu Generalnego WP gen. dyw. Zdzisława Stelmaszuka i przeniesiony w stan spoczynku z dniem 10 stycznia 1992 z powodu osiągnięcia ustawowej granicy wieku.
W latach 1987–1994 przez dwie kadencje pełnił społeczną funkcję przewodniczącego Rady Naczelnej, a następnie prezesa Zarządu Głównego Górskiego Ochotniczego Pogotowia Ratunkowego.

## Awanse
W trakcie wieloletniej służby w ludowym Wojsku Polskim otrzymywał awanse na kolejne stopnie wojskowe:
- podporucznik – 1950
- porucznik marynarki – 1952
- kapitan marynarki – 1955
- komandor podporucznik – 1960
- podpułkownik – 1968
- pułkownik – 1974
- generał brygady – 1978

## Ordery i odznaczenia
Odznaczony m.in. Krzyżem Komandorskim oraz Kawalerskim Orderu Odrodzenia Polski, Złotym Krzyżem Zasługi, Złotym Medalem Siły Zbrojne w Służbie Ojczyzny, Złotym Medalem Za zasługi dla obronności kraju, Medalem "Za Zasługi dla Marynarki Wojennej" (1973), Złotą odznaką "Zasłużonego działacza Zrzeszenia Prawników Polskich" (1978) i wieloma medalami resortowymi i zagranicznymi.

## Życie prywatne
Syn Karola, robotnika budowlanego, żołnierza września 1939, do 1945 przebywającego w niewoli niemieckiej oraz Marii z domu Pomykacz. Mieszkał w Warszawie. Żonaty, żona Irena, jedna córka.